# أرون براون (صحفي)
أرون براون (بالإنجليزية: Aaron Brown) (10 نوفمبر 1948 - 29 ديسمبر 2024)، هو صحفي أمريكي، ولد في 10 نوفمبر 1948 لعائلة يهودية في هوبكنز في الولايات المتحدة. هو مذيع شهير في شبكة «سي إن إن-CNN» الأمريكية والذي اكتسب شهرته من خلال تغطيته لهجمات 11 سبتمبر ودوره المحوري في تشكيل صيغة الأخبار المسائية للشبكة، حصل براون لاحقًا على جائزة إدوارد آر مورو المرموقة لتغطيته لهجمات 11 سبتمبر.

## وصلات خارجية
- أرون براون على موقع IMDb (الإنجليزية)
- أرون براون على موقع إن إن دي بي (الإنجليزية)
- أرون براون على موقع ديسكوغز (الإنجليزية)
- أرون براون على موقع قاعدة بيانات الفيلم (الإنجليزية)